# Polybia emaciata
Polybia emaciata är en getingart som beskrevs av Lucas 1879. Polybia emaciata ingår i släktet Polybia och familjen getingar. Inga underarter finns listade i Catalogue of Life.